# Брендонк
Брендонк (на нидерландски: Breendonk) е някогашно селище в Северна Белгия, провинция Антверпен.
При голямата административна реформа от 1977 г. то е разделено на 2 части, като основната част с около 3000 жители е присъединена към Пюрс, а историческата крепост – към Вилебрук.

## История
Селището съществува още през Средновековието. През 1906 г. край него е изградена голяма крепост, част от външния форитификационен пръстен на Антверпен. В началото на Първата световна война белгийската армия разрушава неоготическата църква и имението на графовете на Бойсерет, тъй като пречат на артилерията на крепостта. Въпреки това укреплението е превзето от германците след 7-дневна обсада.
По време на Втората световна война крепостта Брендонк служи за кратко за главна квартира на крал Леополд III. След капитулацията на Белгия германците я превръщат в концентрационен лагер, използван главно като транзитен център при транспортиране на затворници към Аушвиц и други лагери в Централна Европа. Крепостта придобива мрачна известност като място за разпити и мъчения.
Днес в крепостта Брендонк се помещава национален мемориал, посветен на нацисткия терор в Белгия.
В Брендонк се намират и пивоварните на известната марка бира „Дювел“ („Дявол“).

## Известни личности
Починали в Брендонк
- Тодор Ангелов (1900-1943), български участник в съпротивителното движение в Белгия по време на Втората световна война